# كرايغ ماثيوز
كرايغ ماثيوز (15 فبراير 1965 في جنوب أفريقيا - ) (بالإنجليزية: Craig Matthews)‏ هو لاعب كريكت جنوب أفريقي.

## وصلات خارجية
- كرايغ ماثيوز على موقع إي آس بي آن كريك إنفو (الإنجليزية)